# سوسانا گابویان
سوسانا گابویان (ارمنی: Գաբոյան Սուսաննա؛ انگلیسی: Susanna Gaboyan؛ زادهٔ ۲۵ اوت ۱۹۹۶) شطرنج‌باز اهل ارمنستان است که دارنده عنوان استاد بین‌المللی بانوان فیده از سال ۲۰۱۸ می‌باشد.
| به‌دلیل برخی مشکلات فنی، نمودارها موقتاً قابل مشاهده نیستند. اطلاعات بیشتر پیرامون این مشکل در فابریکاتور و وبگاه مدیاویکی در دسترس است. | |
| | به‌دلیل برخی مشکلات فنی، نمودارها موقتاً قابل مشاهده نیستند. اطلاعات بیشتر پیرامون این مشکل در فابریکاتور و وبگاه مدیاویکی در دسترس است. |

## زندگی‌نامه
وی در ۲۵ اوت ۱۹۹۶ در ایروان به دنیا آمد .